# Rose Williams
Rose Victoria Williams er en engelsk skuespillerinde. Hun er bedst kendt for sit arbejde som prinsesse Claude i Reign og som Charlotte Heywood i Sanditon.